# Avahi
Avahi — вільна реалізація технології Zeroconf, система для Linux та BSD, що проводить аналіз локальної мережі на предмет виявлення різних сервісів. Приміром, ви можете підключити ноутбук до локальної мережі та одразу отримати інформацію про наявні принтери, розподілювані ресурси, служби обміну повідомленнями та інші послуги. Подібна технологія існує в Mac OS X (Rendezvous, Bonjour) і показала себе з найкращого боку. Avahi багато в чому базується на реалізації протоколу mDNS — flexmdns, яка в цей час знаходиться у занедбаному стані, і всі сили переключено на розробку нового продукту.

## Див.також
- Mesh мережі